# باول شيلدز
باول شيلدز (بالإنجليزية: Paul Shields)‏ (15 أغسطس 1981 في المملكة المتحدة - ) هو لاعب كرة قدم بريطاني في مركز الهجوم. لعب مع بونيس يونايتد وريث روفرز وكوين أوف ساوث ونادي أوسترسوند ونادي سلتيك ونادي غيلينغهام ونادي كلايد وبونيروغ روز أثلاتيك ‏ وBroxburn Athletic F.C. ‏ وفورفار أثلتيك ‏ ونادي ألبيون روفرز ونادي آير يونايتد ونادي ليفينغستون لكرة القدم ونادي كلايدبانك ‏.

## وصلات خارجية
- باول شيلدز على موقع قاعدة بيانات كرة القدم.إي يو (الإنجليزية)
- باول شيلدز على موقع Soccerbase.com (لاعب) (الإنجليزية)